# تأشير نظير صماوي

Overview of signal transduction pathways.

التنبيغ نظير الصماوي هو شكل من أشكال التواصل بين الخلايا حيث تولد الخلية إشارة لتحفيز تغييرات في الخلايا المجاورة، مبدلةً بذلك سلوك هذه الخلايا. تنتشر جزيئات التنبيغ المعروفة بعوامل نظير الصماوي عبر مسافات قصيرة نسبيا (تأثير موضعي)، بعكس العوامل الصماوية (هرمونات تنتقل لمسافات أطول عبر الجهاز الدوراني) والتفاعلات المجاورة والتنبيغ الصماوي الذاتي. تفرز عوامل نظير الصماوي من الخلايا إلى الوسط خارج الخلوي مباشرةً. ثم تنتقل العوامل إلى الخلايا المجاورة (Juxtacrine interactions) حيث يحدد مدروج العامل الواصل إليها النتيجة الحاصلة. على أي حال، إن المسافة التي تتحرك بها عوامل نظير الصماوي غير محددة بدقة بعد.